# Анісов Андрій Федорович
Анісов Андрій Федорович (11 грудня 1899, с. Павлівка, Сумський повіт, Харківська губернія, Російська імперія — 25 травня 1942, Харківська область, УРСР, СРСР) — радянський військовик, генерал-майор (1940). Загинув під час Другої світової війни. 

## Біографія
Народився на Сумщині в селянській родині. Українець. 
Із 1918 року служив у Червоній армії. Брав участь в агресії Радянської Росії проти УНР та радянсько-польській війні. Закінчив Харківську школу червоних старшин (1921), після цього служив на керівних посадах в цій же школі. Закінчив Військову академію імені М. В. Фрунзе (1928). 
У 1928-1930 роках — начальник штабу 146-го стрілецького полку. У 1930-1935 роках служив у Генеральному штабі. У 1935-1938 роках — командир 152-го стрілецького полку 51-ї стрілецької дивізії. У 1938-1940 роках — начальник оперативного відділу штабу Закавказького військового округу. 
Із 1940 року — на керівній роботі в Генштабі: спершу помічник, а згодом заступник начальника Оперативного управління Генерального штабу Червоної армії. 

### Німецько-радянська війна
На початку війни — заступник начальника Оперативного управління Генштабу. 
10 серпня 1941 року призначений начальником штабу Резервного фронту. Брав участь у плануванні і проведенні Єльнинської операції. Після ліквідації Резервного фронту у жовтні 1941 року направлений на роботу в Генштаб.
Із 1 квітня 1942 року — начальник штабу 57-ї армії на Південному фронті. Брав участь у Харківській операції 1942 року, під час якої загинув. Точна дата і обставини смерті невідомі. Скоріше за все, генерал Анісов як і його начальник генерал Подлас застрелився. 

## Військові звання
- полковник (1935)
- комбриг (1938)
- комдив (5 квітня 1940)
- генерал-майор (4 червня 1940)

## Нагороди
- Орден Вітчизняної війни 1-го ступеня (1965; посмертно)
- Орден Червоної Зірки (1940)[2]
- Медаль «XX років РСЧА»